# Gaétan Frigon
 (avril 2010).
Si vous disposez d'ouvrages ou d'articles de référence ou si vous connaissez des sites web de qualité traitant du thème abordé ici, merci de compléter l'article en donnant les références utiles à sa vérifiabilité et en les liant à la section « Notes et références ».
Pour les articles homonymes, voir Frigon.
Gaétan Frigon, né le 6 avril 1940 à Saint-Prosper-de-Champlain dans la province de Québec au Canada, est une personnalité québécoise du monde des affaires. Il est surtout connu pour son rôle à la tête de la SAQ, de Loto-Québec et pour son passage comme dragon pendant les trois premières années l’émission Dans l'œil du dragon de Radio-Canada.

## Biographie
Gaétan Frigon est le deuxième d’une famille de six enfants. Saint-Prosper était alors un petit village de Mauricie comptant 1000 habitants, un village typique du Québec du temps.  
Son père, Jean-Baptiste Frigon, est le marchand général et, par voie de conséquence, considéré comme un notable de la place. Il est d’ailleurs maire de la municipalité pendant plusieurs années. Le magasin général a été construit à la fin des années 1800 par son grand-père maternel, Prima Cloutier, qui le vend à son grand-père paternel, William-Xavier Frigon, en 1920. Le magasin prend alors le nom de W.X. Frigon Enrg, nom qui demeure jusque dans les années 1980 alors que Gérald, son frère, l’achète au décès de son père et l’appelle simplement Magasin Frigon. Le magasin est encore là aujourd’hui mais n'appartient plus aux frigon.

## Études
Gaétan Frigon fait ses études primaires au couvent de Saint-Prosper avec des religieuses comme enseignantes. 
Il fait son cours classique au Séminaire Saint-Joseph de Trois-Rivières. 
Après sa rhétorique en 1959, il décide d’aller à l'Université d'Ottawa terminer son cours classique tout en apprenant l’anglais et la comptabilité. Il est diplômé de cette université en 1961 avec un baccalauréat ès arts.

## Carrière
Dans les années 1960, seul Eaton engage des diplômés d’universités. C’est là que Gaétan Frigon commence sa carrière, immédiatement après son diplôme en 1961, en tant que chef de section dans les vêtements pour hommes. Il gravit les échelons pour devenir directeur de département en 1965.
En 1967, il devient alors le plus jeune directeur d’un étage complet, avec la responsabilité du sous-sol, toujours au magasin du centre-ville de Montréal.
Gaétan Frigon quitte Eaton en 1968 et, au cours des 10 années qui suivent, il travaille pour Auto-centres Western (une filiale de Gulf Canada dans le temps), Red Barn System Canada Ltd, Georges Painchaud Iinc. (une filiale de M Loeb Limited dans le temps) et la fédération des magasins COOP.

### Metro-Richelieu
Gaétan Frigon accepte, en 1978, le poste de vice-président marketing de Metro-Richelieu,,. Il a alors notamment contribuer à développer les dépanneurs 7 jours (appartenant aujourd’hui à Couche-Tard) ainsi qu'à la campagne publicitaire On connait not’ monde avec Gaston L’Heureux. 
Il quitte Metro-Richelieu en 1982 pour aller chez Steinberg. Cependant, en 1985, devant l’arrivée massive des super surfaces comme Super Carnaval et Price Club (Costco), Metro-Richelieu, qui connaissait alors des difficultés, offrit à Gaétan Frigon l'occasion d’y retourner. Au cours de cette période, Gaétan Frigon développa, avec Guy Fournier, un concept de visibilité corporative, le Gala MétroStar. Il participa aussi à l’achat des magasins Super Carnaval (aujourd’hui Super C) tout en développant le concept Metro 5 Étoiles qui fut à la base de l’agrandissement de nombreux supermarchés Metro. Finalement, il repositionne les marchés de quartier Richelieu sous l’appellation Marché Richelieu. Durant cette période, les parts de marché de Metro-Richelieu doublèrent au Québec.

### Steinberg
En 1982, Gaétan Frigon quitte Metro-Richelieu pour aller développer le concept des dépanneurs La Maisonnée chez Steinberg,,. Il s'occupe ensuite de la publicité des supermarchés Steinberg. Il développe alors la campagne publicitaire Le Supermarché de Choix.

### Groupe Québecor
En 1988, Gaétan Frigon accepte le poste de premier vice-président, distribution, du Groupe Québecor, responsable notamment des divisions de messageries de presse, de distribution de livres et de musique. Il s’agit de la responsabilité des divisions Messageries Dynamiques, Disques Trans-Canada (aujourd’hui Musicor) et Québec Livres.

### Imprimeries Transcontinental
En 1989, il devient vice-président chargé du marketing d'Imprimerie Transcontinental, une filiale du Groupe Transcontinental (GTC). 
Il met sur pied une filiale appelée Transcom qui avait pour mission de développer de nouveaux marchés spécialisés. 
La chance de devenir entrepreneur se présente lorsque Guy Cloutier lui demande de développer un produit dérivé de l’émission de télé Bon Appétit mettant en vedette Claudette et Marie-Josée Taillefer. C’est ainsi qu’il développe le concept des fiches-cuisine Bon Appétit. Il convainc Rémi Marcoux de financer le projet en retour du contrat d’imprimerie. 

### Entrepreneuriat
Gaétan Frigon quitte ensuite Transcontinental pour devenir entrepreneur à plein temps. Dans un premier temps, il achète, avec sa conjointe Hélène Héroux, 40 % des actions de Scriptum Communications, une entreprise qui édite alors les fiches-cuisine Bon Appétit.
En 1996, Hélène Héroux et Gaétan Frigon vendent leurs actions dans Scriptum Communications pour lancer Publipage inc, une agence représentant tous les éditeurs de Pages jaunes en Amérique du Nord. Ils font plusieurs acquisitions dont celle, en 2000, de Bell Actimedia Solutions, une agence appartenant alors à Bell Canada.

### Sociétés d'état

#### SAQ
En 1998, il prend la présidence de la SAQ. Il quitte donc son poste de président-directeur général de Publipage qu’il confie à sa conjointe Hélène Héroux et accepte un mandat d’une durée maximale de 5 ans comme président-directeur général de la SAQ.
Pendant son mandat, la SAQ fait son entrée dans la liste des 150 entreprises les plus admirées des Québécois, tel que rapporté annuellement par la revue Commerce. Quatre ans plus tard, elle est en 3e place sur 150. En 2001, il fonde le Grand bal des Vins Cœurs, au profit de la Fondation de l’Institut de Cardiologie de Montréal.
Au cours de son mandat, Frigon décide de louer une voiture de marque Jaguar avec l'allocation de déplacement prévue pour ses fonctions. Le choix de cette voiture de luxe pour un président de société d'État fait les manchettes des journaux, et Pauline Marois est interpellée à l'Assemblée nationale sur cette question.
Un investissement de 1,5 million du Fonds de solidarité de la FTQ est octroyé à Publipage pendant qu'il est simultanément président de la SAQ et Publipage. Une situation de conflit d'intérêts que Frigon avait omis de déclarer malgré son obligation d'exclusivité à sa fonction.

#### Loto-Québec
En 2002, Bernard Landry impose Frigon comme président du conseil, président et chef de la direction de Loto-Québec. Il occupe ce poste pendant moins d'un an et démissionne à la suite d'allégations de conflit d'intérêts envers l'entreprise Publipage, entreprise toujours dirigée par sa conjointe, alors qu'il était président de la SAQ, ainsi que pour l'acquisition par Loto-Québec d'œuvres d'art à un fraudeur notoire, pour plus de vingt fois leur valeur marchande.
Pendant son mandat, il accorde sans soumission deux contrats, dont un de 400 000$, à Scriptum Communications, une firme dont il a déjà été actionnaire et qui a une dette de 76 000$ envers Frigon. Une poursuite criminelle est envisagée par le ministère des finances de l'époque.

### Golfotron inc.
En 2005, Gaétan Frigon lance une nouvelle entreprise, Golfotron inc. Cette entreprise développe alors un concept de simulateurs de golf basé sur des tapis-capteurs fabriqués en Allemagne. Par la suite, Golfotron fait un partenariat avec une entreprise australienne, Optigolf, pour avoir les droits exclusifs d’un système de captation original.
Après des investissements considérables accompagnés d’essais et d’erreurs, Gaétan Frigon confie à une entreprise de Québec le mandat de développer un nouveau système de captation basé cette fois sur des caméras haute vitesse. Ce système inédit fait maintenant partie intégrante du simulateur de golf Golfotron.

### Divers
Gaétan Frigon est choisi pour être un des 5 dragons de l’émission Dans l'œil du dragon de Radio-Canada.
Le 7 juillet 2015, Gaétan Frigon publie dans La Presse un article intitulé  La tragédie grecque en 10 actes, où il fait état de ses recherches sur les raisons fondamentales de la crise de la dette publique grecque. La direction de La Presse retire l'article du site web du journal, en publiant avec un mot d'excuse de la directrice principale de la section Débats ce qui suscite des commentaires.